# Liberty Mutual
Liberty Mutual Group er et amerikansk multinationalt forsikringsselskab. Det er er et gensidigt forsikringsselskab, der tilbyder forskellige forsikringsdækninger, som er stærk indenfor ejendomsforsikring og ulykkesforsikring. Virksomhedens hovedkvarter er i Boston og Frihedsgudinden er med på logoet.
Den blev etableret i 1912 og tilbød en bred række af forsikringer.